# Čchen Šeng
Čchen Šeng (čínsky pchin-jinem Chén Shèng, znaky zjednodušené 陈胜, tradiční 陳勝; † leden 208 př. n. l.), zdvořilostním jménem Še (čínsky pchin-jinem 涉, znaky 涉), byl vůdce prvního povstání v období rozpadu čínské říše Čchin. V srpnu 209 př. n. l. se v čele několikasetčlenného vojenského oddílu vzbouřil proti Čchinům, dobyl Čchen, bývalé hlavní město království Čchu a prohlásil se králem. Čchinské armády se po počátečních porážkách zkonsolidovaly pod velením generála Čang Chana a rozdrtily čchuské armády. Čcheng Šeng se na ústupu pokusil sebrat novou armádu, ale byl začátkem roku 208 př. n. l. zabit. Vlády nad Čchu se pak nakrátko chopil Ťing Ťü a poté Siang Liang. V povstáních a válkách započatých Čchen Šengem do dvou let (koncem roku 207 př. n. l.) říše Čchin zanikla.

## Život
Čchen Šeng pocházel z Jang-čchengu (陽城, moderní Fang-čcheng (方城) v Che-nanu). Roku 209 př. n. l. byl důstojníkem v oddílu 900 mužů, který měl za úkol odejít na severní hranici (k Pekingu). Kvůli dlouhotrvajícím dešťům se však museli utábořit u Ta-ce (大澤), v okrese Čchi (蘄縣, moderní Su-sien (宿縣) v An-chueji). Za zpoždění by byl celý oddíl potrestán smrtí, Čchen Šeng se proto s přítelem Wu Kuangem v srpnu 209 př. n. l. rozhodli vzbouřit. Prohlásili se za stoupence prince Fu-sua, nejstaršího syna prvního čchinského císaře Čchin-š’-chuang-tiho (roku 210 př. n. l. po smrti Čchin-š’-chuang-tiho eunuch Čao Kao a první ministr Li S ’ přiměli Fu-sua k sebevraždě), získali oddíl na svou stranu a dobyli okresní město. Poté vytáhli na Čchen (moderní okres Chuaj-jang v Che-nanu), bývalé hlavní město království Čchu. Obsadili ho a prohlásili Čcheng Šenga králem obnoveného čchuského království, Většího Čchu (張楚).
Poté čchuští povstalci vytáhli proti Čchinům. Hlavní síly pod velením místokrále Wu Kuanga zamířily podél Žluté řeky na čchinskou metropoli Sien-jang, menší oddíl v čele s Wu Čchenem vyrazil na sever a jiná armáda na jihovýchod. Jihovýchodní armáda byla Čchiny zastavena u průsmyku Wu, a hlavní síly uvázly však u Žung-jangu, který zdatně bránil Li Jou (syn Li S’a). Čchen Šeng poslal na západ další armádu pod Čou Wenem, která rychlým pochodem pronikla až na vzdálenost několika desítek kilometrů k Sian-jangu, ale na poslední chvíli nově jmenovaný čchinský generál Čang Chan posílil svou armádu mobilizací otroků pracujících na státních stavbách v okolí metropole, porazil Čou Wena a zatlačil ho několik set kilometrů zpět. O dva měsíce později, po opakovaných neúspěších, Čou Wen spáchal sebevraždu. Zatím velitelé čchuských vojsk na severu vyhlásili samostatná království Čao a Wej a Wu Kuangovi důstojníci zabili svého velitele načež je rozdrtil Čang Chan, který následně dobyl i Čchen.
Čchen Šeng přes počáteční úspěchy nebyl schopen upevnit svou moc. Byl totiž krutý k obyvatelstvu a nedůvěřoval svým generálům, kteří zase nevěřili jemu. Po jeho prohlášení se za krále k němu ochladla i čchuská aristokracie. Pod tlakem Čang Chana Čchen Šeng ustoupil od Čchenu na východ a pokoušel se sebrat nové vojsko, ale v lednu 208 př. n. l. ho zabil jeho vozka.
Po smrti Čchen Šenga se králem Čchu prohlásil jeden z jeho důstojníků – Ťing Ťü, který byl po několika měsících svržen Siang Liangem. Siang Liang za krále Čchu, s titulem král Chuaj z Čchu, vybral potomka čchuských králů Siung Sina.
Po opětném sjednocení Číny do říše Chan roku 202 př. n. l. chanský císař Kao-cu ocenil Čchen Šenga jako prvního kdo povstal proti Čchinům a udělil mu posmrtné jméno král Jin z Čchu (doslova „Skrytý král Čchu“).